# Live in Berlin (àlbum de Depeche Mode)
Live in Berlin és un àlbum de vídeos de la banda britànica Depeche Mode dirigit i filmat per Anton Corbijn. Presenta un concert en directe realitzat per Depeche Mode en el O2 World de Berlín els dies 25 i 27 de novembre de 2013 dins la seva gira Delta Machine Tour.
L'edició estàndard consisteix en un DVD i la banda sonora del concert i un segon DVD que combina el vídeo del directe i material visual sobre escenes enregistrades entre bambolines, entrevistes amb els membres de la banda i seguidors, i una sessió acústica de dues cançons filmat al Salon Bel Ami de Berlín. L'edició deluxe és formada per cinc discs que inclou un DVD dels concerts, dos CDs d'àudio dels concerts, un segon DVD titulat Alive in Berlin i un Blu-ray de la remescla titulada Delta Machine 5.1 (2013) sobre l'àlbum Delta Machine. Abans del seu llançament, el DVD fou publicat en una versió cinematogràfica que es pogué visionar en determinades ciutats del món, especialment a Alemanya.

## Llista de cançons

### Box set
Totes les cançons foren escrites i compostes per Martin Gore, excepte les indicades. 
| 1.  | «Welcome to My World» (inclou introducció instrumental) |                         |  |
| 2.  | «Angel»                                                 |                         |  |
| 3.  | «Walking in My Shoes»                                   |                         |  |
| 4.  | «Precious»                                              |                         |  |
| 5.  | «Black Celebration»                                     |                         |  |
| 6.  | «Should Be Higher»                                      | Dave Gahan, Kurt Uenala |  |
| 7.  | «Policy of Truth»                                       |                         |  |
| 8.  | «The Child Inside»                                      |                         |  |
| 9.  | «But Not Tonight» (versió acústica només amb piano)     |                         |  |
| 10. | «Heaven»                                                |                         |  |
| 11. | «Soothe My Soul»                                        |                         |  |
| 12. | «A Pain That I'm Used To» (Jacques Lu Cont Remix)       |                         |  |
| 13. | «A Question of Time»                                    |                         |  |
| 14. | «Enjoy the Silence»                                     |                         |  |
| 15. | «Personal Jesus»                                        |                         |  |
| 16. | «Shake the Disease» (versió acústica només amb piano)   |                         |  |
| 17. | «Halo» (Goldfrapp Remix)                                |                         |  |
| 18. | «Just Can't Get Enough»                                 | Vince Clarke            |  |
| 19. | «I Feel You»                                            |                         |  |
| 20. | «Never Let Me Down Again»                               |                         |  |
| 21. | «Goodbye»                                               |                         |  |

Alive in Berlin – DVD
1. Concert complet més 15 talls d'entrevistes
2. Bordello Acoustic Session: "Condemnation" i "Judas"

| 1.  | «Welcome to My World»                        | 6:42 |
| 2.  | «Angel»                                      | 4:18 |
| 3.  | «Walking in My Shoes»                        | 6:33 |
| 4.  | «Precious»                                   | 5:03 |
| 5.  | «Black Celebration»                          | 4:34 |
| 6.  | «Should Be Higher» (Dave Gahan, Kurt Uenala) | 5:51 |
| 7.  | «Policy of Truth»                            | 5:26 |
| 8.  | «The Child Inside»                           | 4:21 |
| 9.  | «But Not Tonight»                            | 6:48 |
| 10. | «Heaven»                                     | 4:13 |
| 11. | «Soothe My Soul»                             | 7:15 |

| 1.  | «A Pain That I'm Used To»              | 4:28 |
| 2.  | «A Question of Time»                   | 4:24 |
| 3.  | «Enjoy the Silence»                    | 7:27 |
| 4.  | «Personal Jesus»                       | 8:42 |
| 5.  | «Shake the Disease»                    | 4:58 |
| 6.  | «Halo»                                 | 4:53 |
| 7.  | «Just Can't Get Enough» (Vince Clarke) | 6:03 |
| 8.  | «I Feel You»                           | 6:47 |
| 9.  | «Never Let Me Down Again»              | 7:30 |
| 10. | «Goodbye»                              | 5:34 |

Delta Machine – 5.1 àudio en Blu-ray
1. "Welcome to My World"
2. "Angel"
3. "Heaven"
4. "Secret to the End"
5. "My Little Universe"
6. "Slow"
7. "Broken"
8. "The Child Inside"
9. "Soft Touch/Raw Nerve"
10. "Should Be Higher"
11. "Alone"
12. "Soothe My Soul"
13. "Goodbye"
14. "Long Time Lie"
15. "Happens All the Time"
16. "Always"
17. "All That's Mine"

### Edició doble CD
| 1.  | «Welcome to My World»                        | 6:42 |
| 2.  | «Angel»                                      | 4:18 |
| 3.  | «Walking in My Shoes»                        | 6:33 |
| 4.  | «Precious»                                   | 5:03 |
| 5.  | «Black Celebration»                          | 4:34 |
| 6.  | «Should Be Higher» (Dave Gahan, Kurt Uenala) | 5:51 |
| 7.  | «Policy of Truth»                            | 5:26 |
| 8.  | «The Child Inside»                           | 4:21 |
| 9.  | «But Not Tonight»                            | 6:48 |
| 10. | «Heaven»                                     | 4:13 |
| 11. | «Soothe My Soul»                             | 7:15 |

| 1.  | «A Pain That I'm Used To»              | 4:28 |
| 2.  | «A Question of Time»                   | 4:24 |
| 3.  | «Enjoy the Silence»                    | 7:27 |
| 4.  | «Personal Jesus»                       | 8:42 |
| 5.  | «Shake the Disease»                    | 4:58 |
| 6.  | «Halo»                                 | 4:53 |
| 7.  | «Just Can't Get Enough» (Vince Clarke) | 6:03 |
| 8.  | «I Feel You»                           | 6:47 |
| 9.  | «Never Let Me Down Again»              | 7:30 |
| 10. | «Goodbye»                              | 5:34 |

## Posicions en llistes
| Llista (2014) | Posició |
| ------------- | ------- |
| Alemanya      | 2       |
| França        | 9       |
| Itàlia        | 11      |
| Regne Unit    | 64      |
| Suïssa        | 13      |

## Crèdits
- Dave Gahan – cantant
- Martin Gore – guitarra, teclats, veus addicionals, cantant
- Andrew Fletcher – teclats
- Christian Eigner – bateria
- Peter Gordeno – teclats, piano, baix, veus addicionals